# Màng lọc R.O
Màng lọc R.O viết tắt từ hai chữ Reverse osmosis (thẩm thấu ngược). Màng lọc RO được sản xuất từ chất liệu Polyamit, công nghệ lọc RO được phát minh và nghiên cứu từ những năm 50 của thế kỷ trước và phát triển hoàn thiện vào thập niên 70 sau đó. Đầu tiên nó nó được nghiên cứu và ứng dụng chủ yếu cho lĩnh vực hàng hải và vũ trụ của Hoa Kỳ. Được phát minh bởi nhà khoa học Oragin. Sau này công nghệ RO được ứng dụng rộng rãi vào trong đời sống và sản xuất, như sản xuất nước uống, cung cấp nước tinh khiết cho sản xuất thực phẩm, dược phẩm hay phòng thí nghiệm...

## Lịch sử
- Năm 1748 thẩm thấu qua màng bán thẩm được quan sát lần đầu tiên vào năm 1748 bởi Jean-Antoine Nollet. Trong các thí nghiệm của mình, Nollet đã sử dụng bàng quang lợn làm màng lọc, thí nghiệm cho thấy các phân tử hòa tan trong nước có nồng độ thấp có thể đi xuyên qua thành bàng quang thành nồng độ chất tan cao hơn. Do đó, ông trở thành người đầu tiên chứng minh quá trình dung môi có thể đi qua qua màng bán thấm ngược với quá trình thẩm thấu trong tự nhiên.
- Năm 1861 Graham. Đầu tiên ông quan sát nguyên lý thẩm thấu.
- Năm 1903 Morse và Pierce. Họ sử dụng các điện cực và màng bán thẩm để lọc tách các chất hòa tan một cách nhanh chóng..
- Năm 1906 Bechold. Đầu tiên tạo ra một màng lọc siêu nhỏ với kích thước 0,01 micron.
- Năm 1913, Abel cùng cộng sự của mình là Rowntree và Turner làm việc tại phòng thí nghiệm dược phẩm đã đề xuất ý tưởng về quá trình lọc máu nhân tạo sử dụng màng bán thẩm. Đây là quá trình sơ khai hình thành khái niệm chạy lọc thận nhân tạo đầu tiên trên thế giới, thúc đẩy sự phát triển cải tiến màng bán thẩm
- Năm 1943 Willem Kolff. Hoàn thành ý tưởng về quá trình thận nhân tạo. Bác sĩ Willem Kolff được coi là cha đẻ của chạy thận nhân tạo. Bác sĩ trẻ người Hà Lan này đã chế tạo máy lọc máu đầu tiên (thận nhân tạo) vào năm 1943. Ý nghĩa việc ứng dụng chạy thận nhân tạo góp phần giải quyết nhiều pha cấp cứu và góp phần thúc đẩy phát triển công nghệ màng lọc.
- Năm 1950, Tiến sĩ S Sourirajan. Phát minh ra một màng thẩm thấu sinh học nhân tạo. Cơ sở của thẩm thấu ngược.
- Năm 1953 Reid. Bắt đầu nghiên cứu thẩm thấu ngược.
- Năm 1959 UCLA. Phát triển thẩm thấu ngược ở California.
- Năm 1960 Loeb & Sourirajan. Tạo màng thẩm thấu ngược axit axetic đầu tiên. Nó có thông lượng nước cao với loại bỏ được muối hòa tan trong nước.
- Nhà máy RO đầu tiên sản xuất 22 m3 mỗi ngày vào năm 1965.
- Đến năm 1970 sản xuất màng thương mại bắt đầu phát triển mạnh. Thương hiệu màng lọc RO Filmtec bắt đầu đi vào hoạt động - bây giờ là tên thương hiệu Dow Filmtec xuất hiện trên toàn thế giới. Ban đầu các màng bán thẩm RO này được sử dụng trong quân sự, vũ trụ, nghiên cứu… như: tàu ngầm và tàu vũ trụ đã có một cách khử muối và tái chế nước hiệu quả. Tàu ngầm có thể lọc nước biển thành nước ngọt tinh khiết. NASA Mỹ là người đầu tiên sử dụng RO. để phục hồi và làm sạch nước tiểu và nước thải phi hành gia tàu con thoi "để uống…
- Ngay nay công nghệ RO phát triển, màng RO được sản xuất công nghiệp với mắt lưới siêu nhỏ (kích thước 0.0001 – 0.0005 µm) thông lượng nước đi qua lớn, màng lọc RO được áp dụng vào dân dụng và công nghiệp rất phổ biến, từ thiết bị máy lọc nước gia đình tới hệ thống lọc nước tinh khiết công suất lớn phục vụ trong y tế và sản xuất công nghiệp..

## Nguyên lý hoạt động
Theo một cơ chế ngược lại với các cơ chế lọc thẩm thấu thông thường, nhờ lực hấp dẫn của trái đất để tạo ra sự thẩm thấu của các phân tử nước qua các mao mạch của lõi lọc (chẳng hạn như lõi lọc dạng gốm Ceramic). Màng lọc RO hoạt động trên cơ chế chuyển động của các phần tử nước nhờ áp lực nén của máy bơm cao áp tạo ra một dòng chảy mạnh (đây có thể gọi là quá trình phân ly trong chính dòng nước ở môi trường bình thường nhờ áp lực) đẩy các thành phần hóa học, các kim loại, tạp chất...có trong nước chuyển động mạnh, văng ra vùng có áp lực thấp hay trôi theo dòng nước ra ngoài theo đường thải (giống như nguyên lý hoạt động của thận người). Trong khí ấy các phân tử nước thì lọt qua các mắt lọc cỡ kích cỡ 0,0001 micromet nhờ áp lực dư, với kích cỡ mắt lọc này thì hầu hết các thành phần hóa chất kim loại, các loại vi khuẩn đều không thể lọt qua.

## Cấu tạo
Lõi lọc RO hiện tại được biết đến là lõi lọc được cấu thành bởi các cụm (module) màng lọc được cuộn tròn lại, mỗi một cụm (module) màng lọc bao gồm một màng dẫn nước sạch, một màng lọc thẩm thấu ngược và một màng dẫn nước cấp. Những màng trên được xếp chồng lên nhau và quấn quanh ống thu hồi nước sạch trung tâm. Màng thẩm thấu ngược được quấn tròn để hình thành kênh nước cấp ở giữa hai bề mặt ngoài liền kề của màng. Kênh nước sạch được hình thành từ mặt trong liền kề của màng lọc thẩm thấu ngược. Màng dẫn nước sạch nằm giữa kênh nước sạch này.
Lõi lọc thẩm thấu ngược RO loại này các mép được dán kín ở 2 mép bên của kênh nước sạch và 1 mép một ở cách xa ống thu hồi nước sạch trung tâm. Do đó, nước sau khi thẩm thấu sẽ chảy tập trung về một bên mép còn lại và nối với ống dẫn nước sạch trung tâm. 
Sau khi cụm (module) màng lọc được quấn quanh ống nước sạch trung tâm, toàn bộ mặt ngoài của lõi lọc sẽ được bọc bởi một màng nhựa mỏng bên ngoài được dán kín trừ 2 đầu của lõi lọc.
Đối với lõi lọc loại này, đầu tiên nước sẽ vào kênh nước cấp ở một đầu của lõi lọc: một phần của nước cấp sẽ được lọc bởi màng RO và chảy vào ống nước sạch trung tâm thông qua màng dẫn nước; một phần khác mà không được lọc qua màng RO là nước thải sẽ chảy dọc theo màng dẫn nước cấp và được thải ra ngoài ở đầu còn lại của lõi lọc.
Với lõi lọc loại này thì hướng của nước cấp và hướng của nước thải ra là cùng một hướng.
Tuy nhiên, do kênh nước cấp rộng và đường đi của nước ngắn thì tốc độ dòng chảy của nước cấp dọc theo kênh nước cấp là tương đối thấp và dẫn đến hiện tượng phân cực nồng độ rất dễ xảy ra trên bề mặt của màng lọc. Điều này dẫn đến làm tăng tốc độ bám bẩn màng lọc, giảm tỉ lệ loại bỏ tạp chất, năng suất lọc thấp và tuổi thọ lõi lọc ngắn.

## Màng lọc RO công nghệ Side Stream
Màng lọc nước RO là là thiết bị thực hiện chức năng chính của máy lọc nước RO với các nhiệm vụ như sau:
- Loại bỏ các hợp chất hữu cơ như thuốc trừ sâu, phẩm nhuộm công nghiệp… thường có kích thước phân tử lớn nên không thể đi qua màng lọc nước RO được.
- Các ion kim loại tuy nhỏ nhưng lại bị Hydrat hóa(bị các phân tử nước bao quanh) nên cũng trở nên cồng kềnh hơn và không hể chui lọt được qua các khe hở có trên lỗ lọc của màng RO
- Các vi khuẩn(kích thước vài micromet) hay các loại virus nhỏ hơn kích thước cũng vài chục nanomet đều to gấp hàng chục lần kích thước của lỗ trên màng nên đều bị chặn lại
- Loại bỏ hoàn toàn các chất rắn, khí hòa tan trong nước
- Do đó kết quả sau khi đi qua màng RO chỉ còn lại nước tinh khiết